# Ley de Preferencias Arancelarias Andinas y Erradicación de la Droga

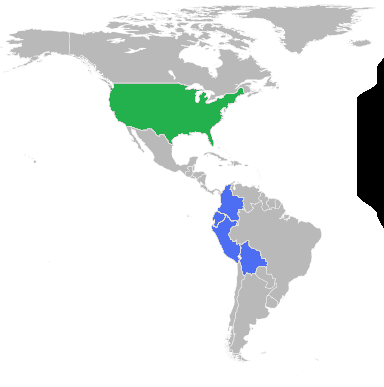
Países miembros del ATPDEA

La Ley de Preferencias Arancelarias Andinas y Erradicación de la Droga, conocida como ATPDEA (siglas en inglés para "Andean Trade Promotion and Drug Eradication Act") fue un sistema de preferencias comerciales por los cuales Estados Unidos otorgaba acceso libre de aranceles a una amplia gama de las exportaciones de cuatro países andinos: Bolivia, Colombia, Ecuador y Perú, como una compensación económica por la lucha contra el tráfico de drogas.
Fue promulgada el 31 de octubre de 2002 como un reemplazo para la similar Ley de Preferencias Comerciales Andinas (ATPA). El propósito de este sistema de preferencias fue fomentar el desarrollo económico en los países andinos para proporcionar alternativas a la producción de cocaína.

## Síntesis histórica
El 4 de diciembre de 1991, bajo el gobierno de George H. W. Bush, Estados Unidos promulgó la Ley de Preferencias Comerciales Andinas (ATPA), eliminando los aranceles sobre una serie de productos de Bolivia, Colombia, Ecuador y Perú. Su objetivo era el fortalecimiento de las industrias legales en estos países, como alternativas a la producción y tráfico de drogas. El programa fue renovado el 31 de octubre de 2002 por el gobierno de George W. Bush bajo el nombre de Ley de Preferencias Arancelarias Andinas y Erradicación de la Droga (ATPDEA).
Bajo la ley renovada, los productos exentos de aranceles andinos aumentaron de alrededor de 5.600 a unos 6.300. El ATPDEA debía expirar el 31 de diciembre de 2006, pero fue renovado por el congreso estadounidense para un período de seis meses, hasta el 30 de junio de 2007.  Una nueva prórroga fue concedida el 28 de junio de 2007, esta vez por ocho meses, hasta el 29 de febrero de 2008.  El Congreso de Estados Unidos aprobó una tercera renovación por diez meses el 28 de febrero de 2008, al 31 de diciembre de 2008.
En noviembre de 2008, el presidente George W. Bush pidió al Congreso eliminar a Bolivia del acuerdo debido a la falta de cooperación en los esfuerzos antinarcóticos. El 14 de diciembre de 2009, la Cámara de Representantes de los Estados Unidos aprobó la prórroga de dicho plan por un período de un año. El 12 de febrero de 2011, el Senado de los Estados Unidos no renovó el plan y que ya ha caducado en la actualidad.

## Impacto
El ATPDEA ha impulsado el crecimiento del comercio entre los Estados Unidos y los cuatro países andinos, las exportaciones estadounidenses a la región aumentaron de US$ 6,463.8 millones en el 2002 a US$ 11,636.5 millones en el 2006; mientras que las importaciones aumentaron de US $ 9,611.5 millones a US$ 22,510.6 millones en el mismo período. A partir del 2006 las principales exportaciones andinas a Estados Unidos en virtud de la ATPDEA fueron de aceite, ropa, cátodos de cobre, flores, joyas de oro, los espárragos y el azúcar. Del total de las importaciones estadounidenses del 2006 en virtud de la ATPDEA, Ecuador representó el 60%, Colombia el 36%, Perú el 24% y Bolivia el 1%. Según un informe de septiembre de 2006 por la United States International Trade Commission, el ATPDEA ha tenido un efecto positivo en la economía estadounidense y en los consumidores, así como también la reducción de cultivos de drogas y exportación relacionada con la creación de empleos en la región andina.
En 2013 Colombia y Perú establecieron un acuerdo comercial con Estados Unidos que fue negociado durante varios años, mientras que Ecuador se retiró voluntariamente del acuerdo.